# Un cor a l'hivern
Un cor a l'hivern (títol original: Un cœur en hiver) és la penúltima pel·lícula del director francès Claude Sautet, estrenada l'any 1992. Ha estat doblada al català.
Inspirada en la vida del compositor Maurice Ravel i en la novel·la de Mikhaïl Lérmontov, Un heroi del nostre temps, Un cor a l'hivern marca l'evolució d'un director al capvespre de la seva vida. Més que la critica social, és el misteri irreductible de la vida interior dels seus personatges el que interessa a Claude Sautet. Camille, Stéphane i Maxime figuren tres actituds davant de la música, i, in fine, de la vida: Maxime és venedor d'art, melòman madur però sense enginy; Camille és « abans que tot una violinista », una artista deguda al seu cant; Stéphane és tancat en un silenci distanciat, separat de la vida, fabrica violins que d'altres tocaran.

## Argument
Maxime i Stéphane són amics i treballen junts a l'atmosfera tranquil·la d'un taller de lutiers. Maxime, venedor de violins, és un home complert, actiu, sense estats d'ànim. Stéphane, lutier, viu la jubilació, en un hivern del cor on discerneix malament les raons.
Maxime s'enamora d'una jove violinista, Camille Kessler. Entre els tres personatges es lliga una relació complexa. L'actitud retinguda de Stéphane exaspera i intriga Camille. Passivament, gairebé malgrat ell, Stéphane entra en un tèrbol joc de seducció, en una empresa de manipulació en la qual s'imagina mestre d'obra - però de la qual perd el control quan Camille el posa cara a l'evidència del sentiment, de la vida, que havia cregut poder mantenir a distància. La mort del mestre de violí tant estimat acaba de portar Stéphane a la vida.

## Repartiment
- Daniel Auteuil: Stéphane
- Emmanuelle Béart: Camille Kessler
- André Dussollier: Maxime
- Élizabeth Bourgine: Hélène
- Brigitte Catillon: Régine
- Myriam Boyer: Madame Amet
- Jean-Claude Bouillaud
- Stanislas Carré de Malberg: Brice
- Dominique de Williencourt: Christophe
- Jeffrey Grice
- Luben Yordanoff
- Nanou Garcia
- François Domange
- Van Doude
- Jacques Vila
- Galaxie Barbouth
- Benoît Bellal
- Pierre Cheremetieff
- Séverine Debels
- Jean-Marie Fonbonne
- Oguz Janos Lengyel
- Anne Macina
- Xavier Rothmann: Vincent
- Jean-Luc Bideau: Ostende
- Maurici Garrel: Lachaume

## Premis i nominacions
- 1993: Premis BAFTA: Nominada a la millor pel·lícula en parla no anglesa
- 1993: Premis del Cinema Europeu: Millor actor (Daniel Auteuil)
- 1992: Festival de Venècia: Lleó de plata (millor director) i FIPRESCI
- 1992: Premis David di Donatello: Millor film estranger, actor (Auteuil) i actriu (Béart)
- 1992: Premis César: Millor Director i Actor Secundari (Dussollier). 9 nominacions

## Crítica
"El millor Sautet fa, igual que en "Nelly i el Sr. Arnaud", amb un argument del menys emocionant i espectacular, una de les històries, en aquest cas d'amor, més commovedores dels noranta"